# Maria Lykkegaard
Maria Schmidt Lykkegaard, née le 27 février 1996 à Søndersø, est une handballeuse internationale danoise, qui évolue au poste de pivot.

## Palmarès

### En club
compétitions nationales
- championne du Danemark en 2018 (avec Copenhague Handball)

### En équipe nationale
autres
- vainqueur du championnat du monde junior en 2016[2]
- vainqueur du championnat d'Europe junior en 2015[3]
- troisième du championnat du monde jeunes en 2014[4]
- troisième du championnat d'Europe jeunes en 2013[5]